# SN 1992L
SN 1992L – supernowa odkryta 3 marca 1992 roku w galaktyce A073536-4716. W momencie odkrycia miała maksymalną jasność 20,00m.